# Étatisme corporatif
L’étatisme corporatif, ou corporatisme d’État, désigné sous le terme de corporativisme par les tenants du fascisme, constitue une conception politique et une forme spécifique de corporatisme. Selon cette doctrine, la société et l’État devraient reposer sur des groupements d’intérêts professionnels ou économiques. En vertu de ce principe, l’État impose à tous les citoyens l’appartenance obligatoire à l’un des multiples corps d’intérêt officiellement reconnus, le plus souvent organisés par secteurs d’activité. Ces corps, jouissant d’un statut public, exercent un pouvoir étendu sur leurs membres et sont investis, soit directement, soit par leurs délégués, de la faculté de participer à l’élaboration des politiques publiques au niveau national, du moins sur le plan formel.
L'étatisme d'entreprise a connu des applications historiques dans plusieurs sociétés. Parmi celles-ci figurent le modèle théorique proposé par Othmar Spann en Autriche, ainsi que sa mise en pratique sous le régime de Benito Mussolini en Italie (1922-1943). D'autres exemples incluent l'Estado Novo instauré par António de Oliveira Salazar au Portugal (1933-1974) et l'organisation politique de l'État fédéral autrichien durant l'entre-deux-guerres. Après la Seconde Guerre mondiale, cette forme d'interventionnisme économique a contribué à l'essor accéléré de certaines nations, notamment la Corée du Sud et le Japon, où il influença notablement leur développement industriel et commercial. 
L’étatisme d’entreprise se manifeste principalement par l’intervention d’un parti au pouvoir qui joue le rôle d’arbitre entre les ouvriers, les capitalistes et les autres intérêts majeurs de l’État, en les intégrant institutionnellement au sein des instances gouvernementales. Ce mode d’organisation, souvent qualifié de corporatiste, connut son apogée en Europe au cours de la première moitié du XXᵉ siècle, avant de se diffuser dans divers États en voie de développement. L’une des critiques majeures adressées à ce système tient à la multiplicité et à la diversité des intérêts sociaux et économiques, que l’État se trouve dès lors dans l’incapacité de définir ou d’ordonner de manière efficiente par le biais de cette intégration institutionnelle. L’étatisme d’entreprise se distingue du nationalisme d’entreprise, en ce qu’il constitue une forme d’organisation sociale et politique, et non une stratégie d’affirmation économique nationale reposant sur l’action de sociétés commerciales privées. La question demeure sujette à controverse dans plusieurs nations, parmi lesquelles la Corée du Sud, le Japon et le Portugal.